# STARAN
STARAN (/stɑːrʌn/ — бэкроним «звёздный бег», сокр. от Stellar Attitude Reference & Navigation, с англ. — «звездообразный корреляционно-навигационный [компьютер]») — первый условно коммерческий суперкомпьютер, реализующий концепцию ассоциативной памяти. Компьютер STARAN был разработан и представлен на государственные испытания в мае 1971 г. корпорацией Goodyear Aerospace и в своих коммерческих модификациях (STARAN-B, STARAN-E и STARAN S-1000) поставлялся различным государственным и частным заказчикам начиная с 1972 года. На момент своего создания, являлся ко всему прочему ещё и самым быстрым и превосходным в плане своей производительности компьютером во всём капиталистическом мире.

## Разработка
Разрабатывался по заказу Военно-воздушных сил США. Тактико-техническое задание, поставленное командованием ВВС США перед инженерами и программистами корпорации Goodyear Aerospace состояло в том, чтобы машина могла отслеживать в полёте и коррелировать в реальном времени координаты до 15 тыс. летательных аппаратов, обнаруженных 50 радиолокационными станциями обнаружения и сопровождения целей, выдающих 4500 целеуказаний (координат цели) в секунду, — другими словами, создаваемый компьютер предназначался для обслуживания автоматизированной системы управления сил и средств противовоздушной и противоракетной обороны в случае массированного авианалёта или ракетно-ядерного удара, или комбинированного ракетно-бомбового удара со стороны вероятного противника (СССР). Впоследствии, к программе подключились Военно-морские силы США. Ещё один экземпляр был заказан Военным картографическим управлением Министерства обороны США для размещения в Инженерно-топографической лаборатории Армии США в целях ускорения процесса создания и корректировки военных и специальных карт. Благодаря высоким операционно-техническим параметрам компьютера, было решено использовать его также и для гражданских нужд, например, для управления воздушным движением, так, четвёртая серийная модель — STARAN IV — была заказана производителю для установки в Ноксвиллском центре управления полётами Федерального управления гражданской авиации.

## Процессор
Процессором компьютера STARAN был ассоциативный параллельный процессор CAPP (англ. Content Addressable Parallel Processor), который использовал ассоциативную память для работы с данными. По таксономии Флинна STARAN можно отнести к SIMD-машинам. Он являлся матричным процессором: 4 модуля по 256 1-битных процессорных элемента.

## Эксплуатация
STARAN эффективно выполнял операции, связанные с целочисленной арифметикой, в особенности в приложениях цифровой обработки фотографий, где изображение делилось на миллионы пикселей и каждый пиксель представлялся в памяти компьютера 6-12 битами. Первый STARAN (тогда машина ещё не предназначалась для коммерческой реализации, имела войсковой индекс и наименование RADCAP, /rædˈkæp/ — бэкроним «красная шапочка», сокр. от Rome Air Development Center Associative Array Processor) был установлен на авиабазе Гриффисс ВВС США (англ.) в Роуме (англ.) и использовался там для цифровой обработки фотографий местности. Также компьютер STARAN предлагался для систем управления воздушным движением для быстрой обработки сигналов радаров и сонаров. В ходе презентации компьютера для прессы и публики, несмотря на то, что на ней был озвучен ряд параметров компьютера, наиболее важные технологические характеристики, такие как технология flip network, не разглашались, так как являлись на тот момент секретной информацией.

## Дальнейшее развитие задела
На основе STARAN Goodyear Aerospace разработала компьютер Goodyear MPP, который следовал тем же принципам, но использовал матричный процессор большего объема.